# Winslow (Illinois)
Winslow és una vila dels Estats Units a l'estat d'Illinois. Segons el cens del 2000 tenia 345 habitants.

## Demografia
Segons el cens del 2000, Winslow tenia 345 habitants, 134 habitatges, i 95 famílies. La densitat de població era de 296 habitants/km².
Dels 134 habitatges en un 32,8% hi vivien nens de menys de 18 anys, en un 56% hi vivien parelles casades, en un 11,2% dones solteres, i en un 28,4% no eren unitats familiars. En el 24,6% dels habitatges hi vivien persones soles el 10,4% de les quals corresponia a persones de 65 anys o més que vivien soles. El nombre mitjà de persones vivint en cada habitatge era de 2,57 i el nombre mitjà de persones que vivien en cada família era de 3,02.
Per edats la població es repartia de la següent manera: un 27,2% tenia menys de 18 anys, un 7,2% entre 18 i 24, un 26,1% entre 25 i 44, un 25,8% de 45 a 60 i un 13,6% 65 anys o més.
L'edat mediana era de 38 anys. Per cada 100 dones de 18 o més anys hi havia 91,6 homes.
La renda mediana per habitatge era de 42.679 $ i la renda mediana per família de 46.250 $. Els homes tenien una renda mediana de 28.214 $ mentre que les dones 24.844 $. La renda per capita de la població era de 15.595 $. Aproximadament el 5,5% de les famílies i el 5,5% de la població estaven per davall del llindar de pobresa.

## Poblacions properes
El següent diagrama mostra les poblacions més properes.